# Cheiry

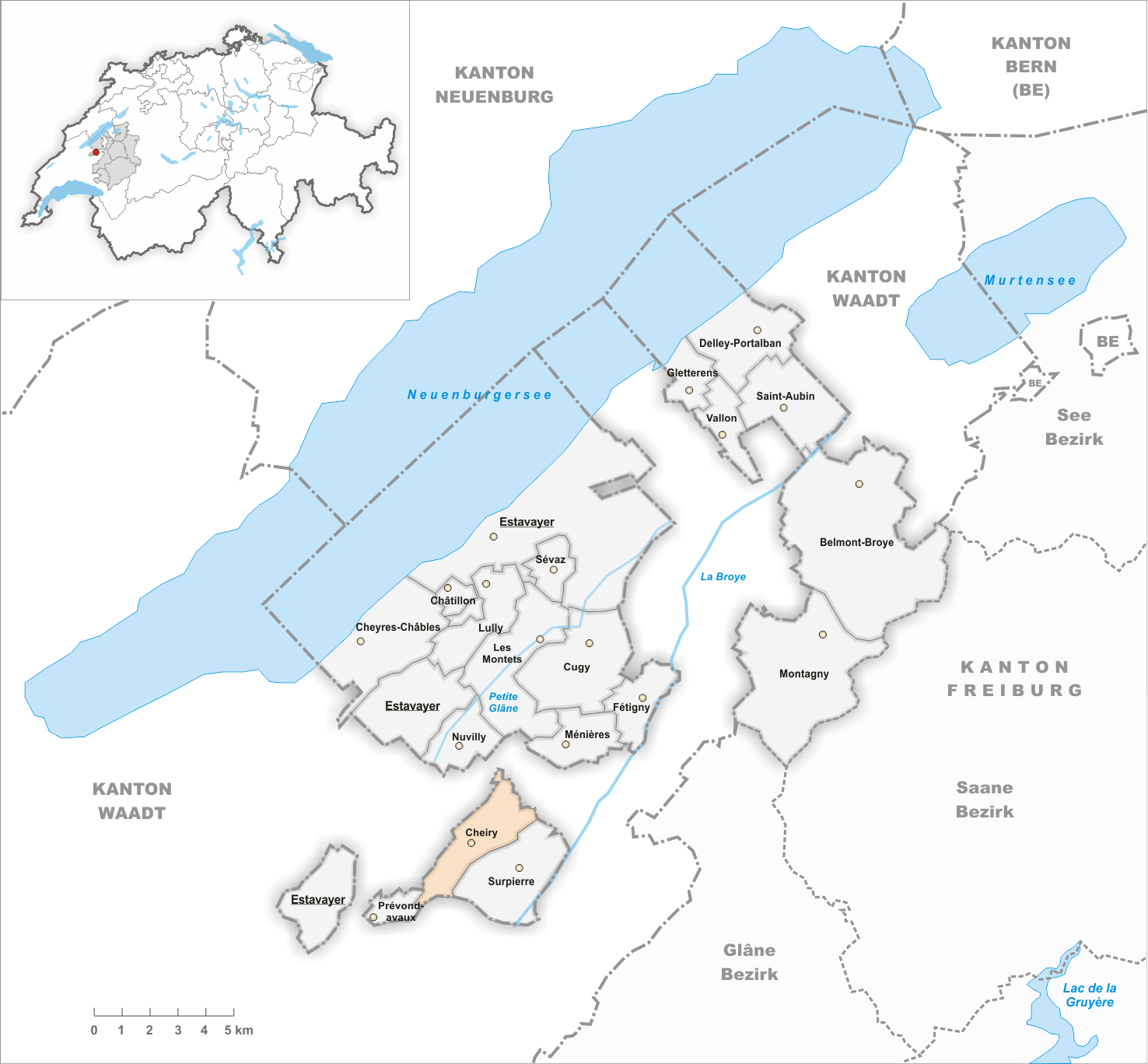
Gemeindestand vor der Fusion am 1. Januar 2021

Cheiry (Freiburger Patois Tsèriⓘ) ist eine Ortschaft in der Gemeinde Surpierre im Distrikt Broye des Kantons Freiburg in der Schweiz. Am 1. Januar 2021 fusionierte Cheiry mit der Gemeinde Surpierre.

## Geographie
Cheiry liegt auf 562 m ü. M., 12 km südwestlich von Payerne (Luftlinie) in einer freiburgischen Exklave. Das Bauerndorf erstreckt sich im Tal der Lembe, oberhalb der Mündung eines auf dem Plateau von Combremont entspringenden Seitenbaches, im Hügelland westlich des Broyetals, im westlichen Freiburger Mittelland.
Die Fläche des ehemaligen, 6,5 km² grossen Gemeindegebiets umfasste einen Abschnitt des Molassehügellandes zwischen dem Neuenburgersee und dem mittleren Broyetal. Das Gebiet wird von Südwesten nach Nordosten von der Lembe durchflossen, die eine 200 bis 500 m breite flache Talniederung aufweist. Das Tal wird auf seiner nordwestlichen Seite von den Höhen La Maule (679 m ü. M.) und Bois d'Aclex, im Südosten von den Waldhöhen Bois d’Amont und Grand Bois (Höhenzug zwischen den Tälern von Lembe und Broye) begleitet. Der höchste Punkt von Cheiry wird mit 711 m ü. M. am Nordabhang des Bois d’Amont erreicht. Von der Gemeindefläche entfielen 1997 7 % auf Siedlungen, 25 % auf Wald und Gehölze und 68 % auf Landwirtschaft.
Zu Cheiry gehörten die Weiler Chapelle (Broye) (622 m ü. M.) auf der Geländeterrasse Fin de la Golaye links des Lembetals, Coumin-Dessous (519 m ü. M.) an der Lembe und Coumin-Dessus (559 m ü. M.) auf einer Terrasse am rechten Talhang der Lembe sowie einige Einzelhöfe. Nachbargemeinden waren Prévondavaux und Surpierre im Kanton Freiburg sowie Forel-sur-Lucens, Granges-près-Marnand, Sassel, Combremont-le-Grand und Combremont-le-Petit im Kanton Waadt.

## Bevölkerung
Mit 396 Einwohnern (Stand 31. Dezember 2020) gehörte Cheiry zu den kleinen Gemeinden des Kantons Freiburg. Von den Bewohnern sind 89,1 % französischsprachig, 7,0 % deutschsprachig, und 1,5 % sprechen Englisch (Stand 2000). Die Bevölkerungszahl von Cheiry belief sich 1850 auf 418 Einwohner, 1900 auf 379 Einwohner (inklusive das heute eingemeindete Chapelle). Im Verlauf des 20. Jahrhunderts nahm die Bevölkerung durch starke Abwanderung bis 1980 weiter auf 258 Personen ab. Erst seither wurde wieder ein deutliches Bevölkerungswachstum verzeichnet.
Einwohnerzahlen: Volkszählungsdaten     Zahlen ab 2010 inkl. Chapelle (Broye); Eingemeindung 2005

## Wirtschaft
Cheiry war bis in die zweite Hälfte des 20. Jahrhunderts ein vorwiegend durch die Landwirtschaft geprägtes Dorf. Noch heute haben der Ackerbau, der Anbau von Tabak, die Milchwirtschaft und die Viehzucht einen wichtigen Stellenwert in der Erwerbsstruktur der Bevölkerung. Weitere Arbeitsplätze sind im lokalen Kleingewerbe und im Dienstleistungssektor vorhanden. In den letzten Jahrzehnten hat sich das Dorf auch zu einer Wohngemeinde entwickelt. Viele Erwerbstätige sind deshalb Wegpendler, die hauptsächlich in der Region Payerne arbeiten.

## Verkehr
Die Ortschaft liegt abseits der grösseren Durchgangsstrassen an einer Verbindungsstrasse von Granges-près-Marnand nach Thierrens. Durch eine Buslinie der Transports publics Fribourgeois, die an Schultagen von Cugy nach Cheiry verkehrt, ist das Dorf an das Netz des öffentlichen Verkehrs angeschlossen.

## Geschichte
Das Gebiet von Cheiry war schon sehr früh besiedelt, was durch verschiedene Funde von Geräten, die in der La-Tène-Zeit benutzt wurden, bestätigt werden konnte. Die erste urkundliche Erwähnung des Ortes erfolgte 1185 unter dem Namen Chirie. Später erschienen auch die Schreibweisen Zeiry (1295) und Cheirier (1668). Der Ortsname geht auf den römischen Personennamen Carius zurück.
Seit dem Mittelalter unterstand Cheiry der Herrschaft Surpierre. Mit dieser kam das Dorf am 21. Februar 1536 an Bern und am 1. März 1536 unter die Herrschaft von Freiburg, wobei es der Vogtei Surpierre zugeordnet wurde. Im Jahr 1624 fielen fast alle Häuser des Dorfes einer Feuersbrunst zum Opfer. Nach dem Zusammenbruch des Ancien Régime (1798) gehörte Cheiry während der Helvetik bis 1803 zum Bezirk Estavayer und danach zum Bezirk Surpierre, bevor es 1848 in den Bezirk Broye eingegliedert wurde. In die Schlagzeilen geriet Cheiry im Jahr 1994, als in einem Haus 23 Mitglieder der Sonnentempler Massenselbstmord begingen.
Im Rahmen der seit 2000 vom Kanton Freiburg geförderten Gemeindefusionen wurde die vorher politisch selbständige Gemeinde Chapelle (Broye) mit Wirkung auf den 1. Januar 2005 nach Cheiry eingemeindet. Andererseits ging Cheiry am 1. Januar 2021 in der Gemeinde Surpierre auf.

## Persönlichkeiten
- Fernand Torche (1866–1937), Politiker

## Sehenswürdigkeiten
Schon seit 1228 besass Cheiry eine Pfarrkirche. Der heutige moderne Bau stammt von 1967. Im Ortskern sind noch einige charakteristische Bauernhäuser des 17. bis 19. Jahrhunderts erhalten.